# Жан Пити (фудбалер, 1914)
Жан Пити (Лијеж, 25. фебруар 1914. – Лијеж, 25. мај 1944.) био је белгијски фудбалер који је играо на позицији бека. Рођен је у Лијежу, а највећи део каријере провео је у Стандарду из Лијежа.
Године 1938. забележио је четири наступа за репрезентацију Белгије.

## Приватни живот и смрт
Након што је рано завршио фудбалску каријеру, Пити је постао лекар. Погинуо је током Другог светског рата у савезничком ваздушном нападу на предграђе Лијежа Кинкампоа, након што је посетио пацијента повређеног у претходном нападу.